# Лопотень
Ло́потень — деревня в Маловишерском муниципальном районе Новгородской области России. Входит в состав Бургинского сельского поселения.

## География
Деревня расположена в центральной части области, на правом берегу реки Мсты, в 19 км к югу от центра сельского поселения — деревни Бурга.
На реке напротив деревни находятся пороги.

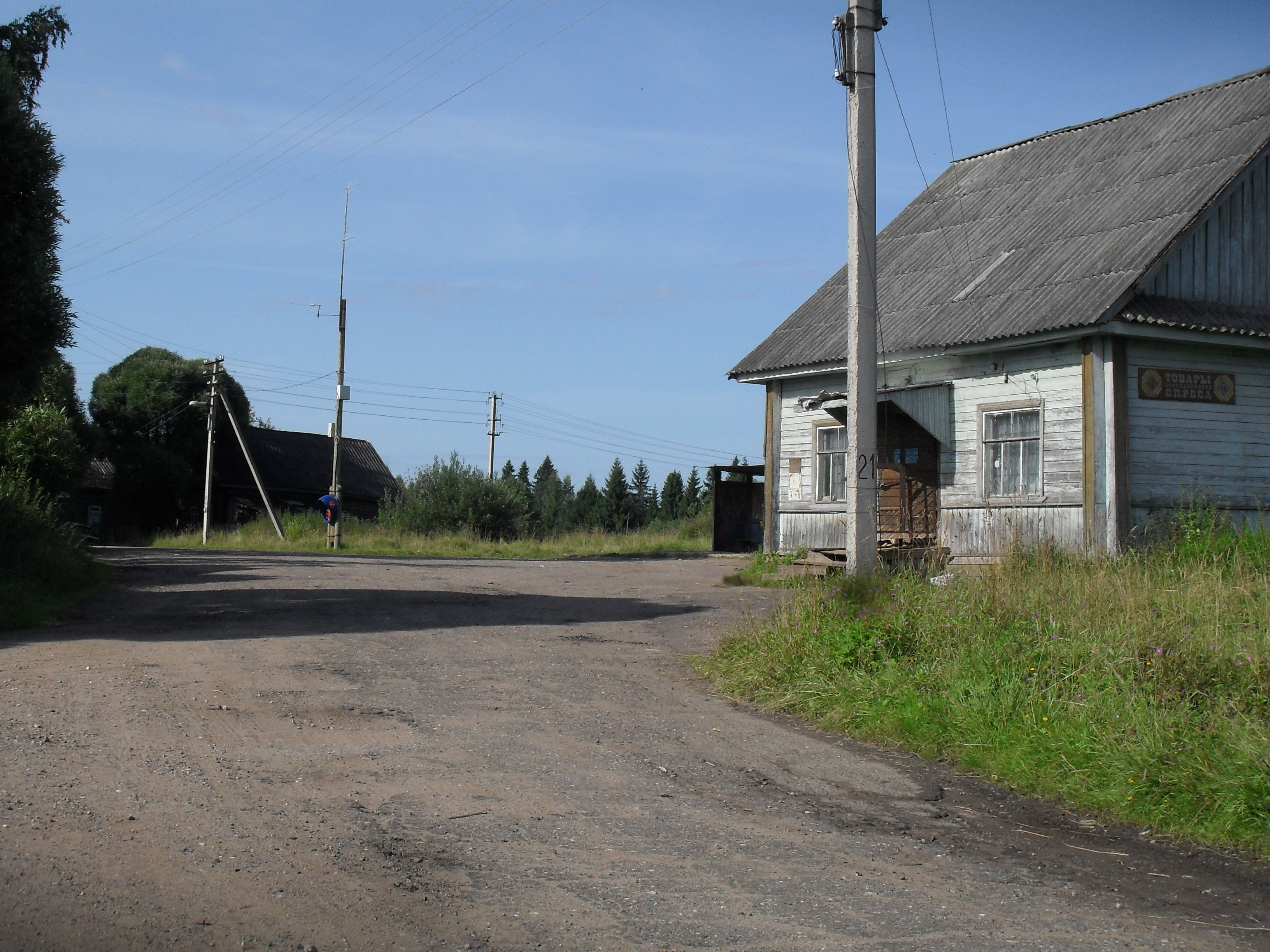
Автобусное кольцо, таксофон и магазин

## Население
| 2010 | 2011 |
| ---- | ---- |
| 29   | ↗35  |

## Инфраструктура
Личное подсобное хозяйство с зоной сельскохозяйственного использования, индивидуальная застройка усадебного типа.
Рядом с автобусным кольцом есть магазин. Жители деревни так же пользуются услугами автолавки или магазинов других населённых пунктов.

## Достопримечательности
Недалеко от въезда в деревню расположена освящённая в 2003 году часовня, открытая для посетителей летом каждое воскресенье.

## Транспорт
В Лопотне заканчивается одна из двух асфальтовых автомобильных дорог, выходящих из Бурги.
Здесь находится кольцо автобусного маршрута № 192 «Малая Вишера — Деревня Лопотень — Малая Вишера». Автобусы отправляются по этому маршруту ежедневно: по четным дням недели — 2 раза в день (7:40 и 13:40), по нечетным — 3 раза в день (7:40, 13:40 и 16:40). Автобусной остановкой Лопотня пользуются также жители трёх деревень, находящихся на другом берегу Мсты: Дубки, Горки и Барашиха — до своих деревень они добираются на лодках.
Из Лопотня выходят просёлочные дороги: к бывшей паромной переправе через Мсту в Горки, к деревне Воронья Гора и, наиболее раскатанная, к вырубкам леса.